# Josep Rovira i Bruguera
Josep Rovira i Bruguera (Barcelona, Barcelonès, 4 de juliol de 1865—Barcelona, Barcelonès, 29 d'abril de 1925), fou un industrial i polític català, fill de l'industrial Ramon Rovira i Casanella i oncle del realitzador cinematogràfic Francesc Rovira i Beleta.
Propietari de la Fàbrica El Progreso a Sant Martí de Provençals (1914-1925), heretada del seu pare. Fou president de l'Associació de Fabricants de Farina de la Província de Barcelona (1922-1924), membre de la Llotja de Cereals de Barcelona, de la Cambra de Comerç de Barcelona, del Foment del Treball Nacional i de la Societat Econòmica Barcelonesa d'Amics del País. Militant de la Lliga Regionalista des de la seva fundació, fou escollit regidor i tinent d'alcalde del districte II antic de Barcelona en les eleccions municipals del 1905, el 1913 i el 1922. En les eleccions generals del 1918 fou elegit pel seu partit candidat a Corts pel districte de Tremp (Lleida). L'any 1915 facilità la cessió dels terrenys de les pedreres de la Foixarda (Montjuïc), propietat de la seva família, a l'Ajuntament de Barcelona per a destinar-los a parcs i jardins. Fou president de l'Ateneu Obrer del Districte Segon (1907-1925) i caporal del sometent del districte II (1922-1925).